# Wagner Ebrahim
Wagner Ebrahim (Curitiba, 15 augustus 1977) is een Braziliaans autocoureur.

## Carrière
Ebrahim begon zijn autosportcarrière in 1996 in de Europese Formule Opel, waarin hij één podiumplaats behaalde. Tevens reed hij in het winterkampioenschap van de Formule Vauxhall, waarin hij een van zijn twee races won, en de Formule Opel Lotus Nations Cup, waarin hij samen met Ricardo Maurício derde werd. In 1997 nam hij deel aan een volledig seizoen van de Formule Vauxhall, waarin hij met twee overwinningen derde werd in het kampioenschap achter Luciano Burti en Andrew Kirkaldy, en werd hij samen met Marcelo Battistuzzi tweede in de Formule Opel Lotus Nations Cup. In 1998 keerde hij terug naar de Europese Formule Opel en won drie races, waardoor hij achter Etienne van der Linde, Kirkaldy en Andrea Piccini vierde werd in de eindstand met 141 punten.
In 1999 maakte Ebrahim zijn Formule 3-debuut in het Japanse Formule 3-kampioenschap, waarin hij uitkwam voor het team Toda Racing. Hij stond op het podium in de eerste twee races op het Suzuka International Racing Course en het Tsukuba Circuit en eindigde op de achtste plaats in het klassement met 15 punten, ondanks dat hij de laatste twee races niet reed.
In 2000 maakte Ebrahim de overstap naar het Zuid-Amerikaanse Formule 3-kampioenschap, waarin hij reed voor het team Césario F3. Hij behaalde drie pole positions en werd negende in het kampioenschap met 64 punten. In 2001 bleef hij rijden in het kampioenschap en verbeterde zichzelf naar de achtste plaats in het kampioenschap, waarbij hij vier keer op het podium stond en 39 punten scoorde. Daarnaast reed hij dat jaar in het voorlaatste raceweekend van het Duitse Formule 3-kampioenschap bij het Opel Team KMS op de A1 Ring, maar viel in beide races uit.
In 2002 reed Ebrahim in een derde seizoen van de Zuid-Amerikaanse Formule 3, waarbij hij overstapte naar het team Avallone Motorsport. Alhoewel hij geen races won, stond hij wel zeven keer op het podium en eindigde hierdoor achter Nelson Piquet jr. en Danilo Dirani op de derde plaats in het kampioenschap met 149 punten. Dat jaar reed hij tevens in de laatste twee raceweekenden op het Autódromo Internacional de Curitiba en het Autódromo José Carlos Pace in de World Series by Nissan bij het team GD Racing als vervanger van Nicolas Minassian. Hij behaalde een tiende plaats in het eerste weekend en een negende plaats in het tweede, waardoor hij met drie punten 25e werd in de eindstand. In 2003 reed hij enkel in het eerste raceweekend van de World Series Light op het Autodromo Nazionale Monza bij het team RC Motorsport, waarin hij achtste en negende werd.
In 2004 keerde Ebrahim terug naar Brazilië om deel te nemen aan de Stock Car Brasil, waarin hij twee seizoenen reed en respectievelijk als 24e en 19e in het kampioenschap eindigde. In 2006 kwam hij uit in de Braziliaanse Renault Super Clio Cup, waarin hij twee races won en kampioen werd. In 2007 nam hij enkel deel aan één race in de Pick Up Racing Brazil.
In 2008 stapte Ebrahim over naar het Braziliaanse GT3-kampioenschap, waarin hij tot 2012 bleef rijden. In zijn eerste seizoen behaalde hij zes podiumplaatsen en werd hij derde in het kampioenschap met 66 punten. In 2009 reed hij slechts zes races, maar in 2010 won hij drie van de vier races waar hij aan deelnam. In 2011 won hij ook drie races en werd negende in het kampioenschap met 133 punten. In zijn laatste seizoen in het kampioenschap werd hij zevende met drie podiumplaatsen en 149 punten. In 2013 reed hij een dubbel programma in het Brazilian Touring Car Championship en het Zuid-Amerikaanse GT3-kampioenschap en eindigde respectievelijk als twaalfde en derde in de klassen, waarbij hij in de GT3 twee races won. Hierna reed Ebrahim niet meer in grote internationale kampioenschappen.